# Tomils
Tomils (toponimo tedesco; in romancio Tumegl) è una frazione di 527 abitanti del comune svizzero di Domleschg, nella regione Viamala (Canton Grigioni), del quale è capoluogo.

## Geografia fisica
Tomils è situato nella Domigliasca, alla destra del Reno Posteriore.

## Storia

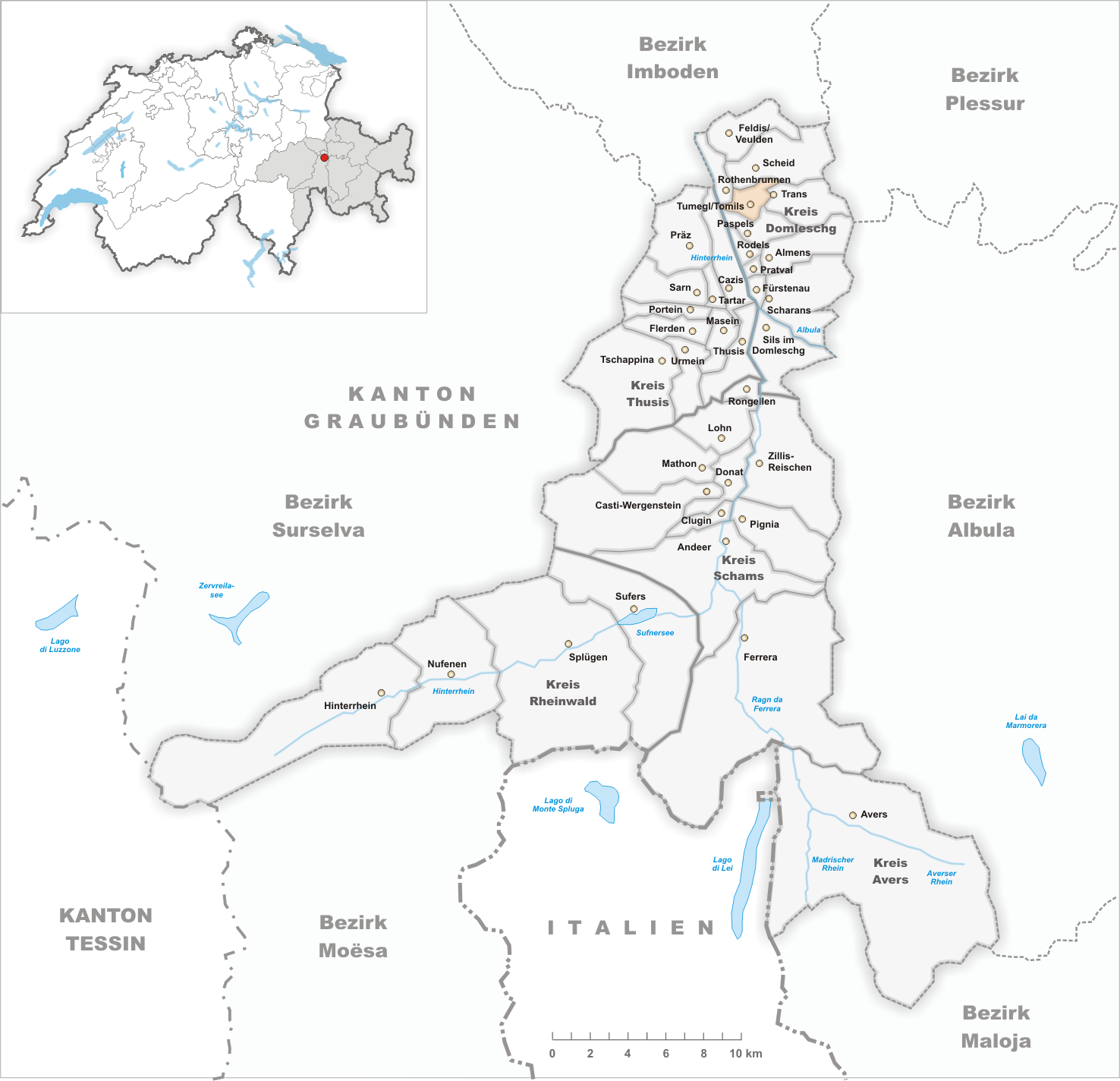
Il territorio del comune di Tomils prima degli accorpamenti comunali del 2009

Fino al 31 dicembre 2014 è stato un comune autonomo; il 1º gennaio 2009 aveva inglobato i comuni soppressi di Feldis, Scheid e Trans, aveva assunto il nome ufficiale di Tumegl/Tomils ed era passato da un'estensione di 3,20 km² a una di 30,56 km². Il 1º gennaio 2015 è stato a sua volta accorpato agli altri comuni soppressi di Almens, Paspels, Pratval e Rodels per formare il nuovo comune di Domleschg, del quale Tomils è sede municipale.

## Monumenti e luoghi d'interesse

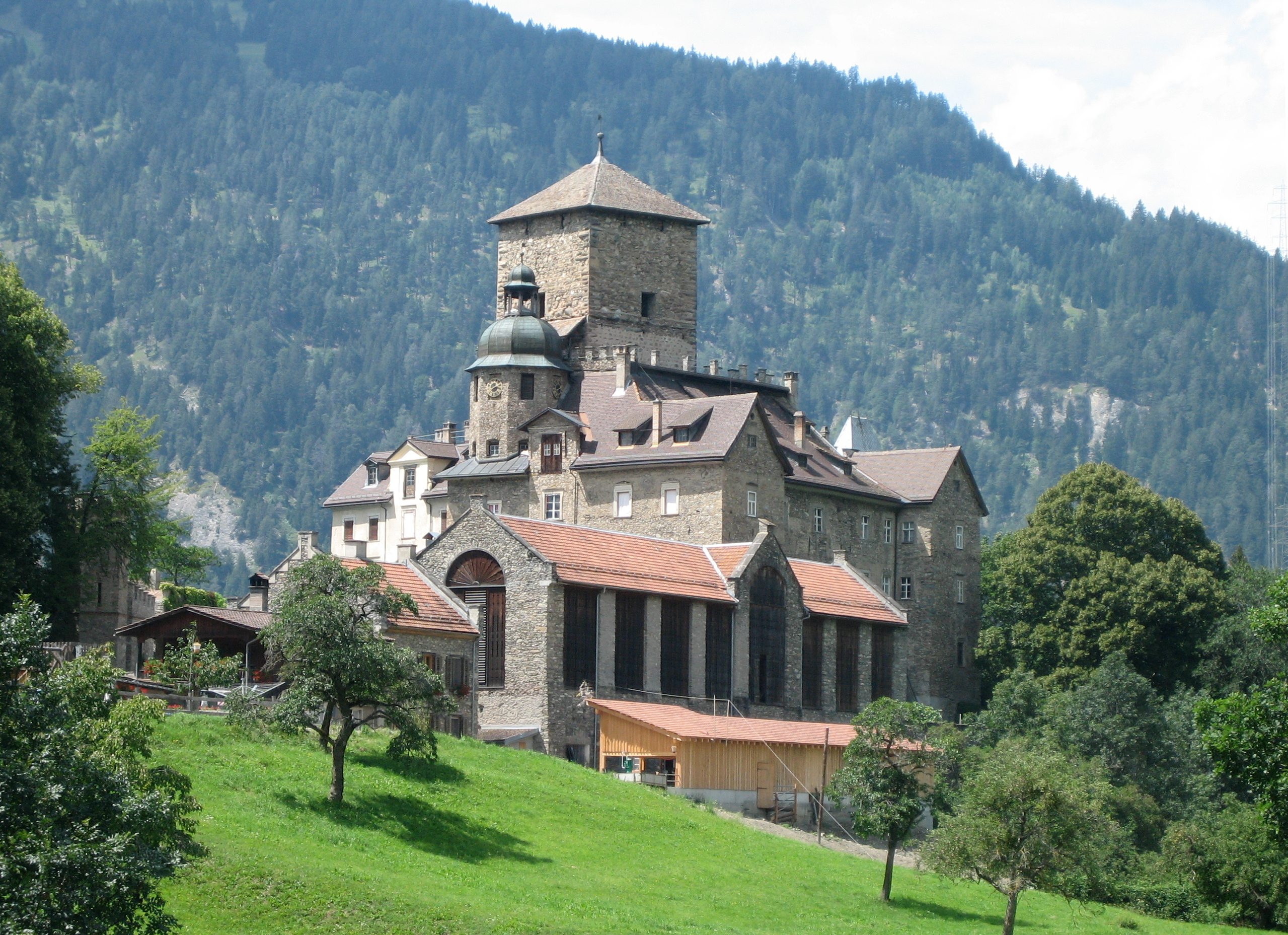
Il castello di Ortenstein

- Rovine della chiesa parrocchiale cattolica di San Maurizio, eretta nel VI-VII secolo e attestata dal 1398[2];
- Chiesa parrocchiale cattolica dell'Incoronazione di Maria, attestata dal 1474[2];
- Castello di Ortenstein, costruito nel XIII secolo, ricostruito nel XV e ristrutturato nel 1720-1740 e dopo il 1860[2][5].

## Società

### Evoluzione demografica
L'evoluzione demografica è riportata nella seguente tabella:
Abitanti censiti

### Lingue e dialetti
Già paese di lingua romancia, è stato progressivamente germanizzato; nel 2000 il 95% della popolazione parlava tedesco, il 4% romancio.

## Economia
L'economia locale trae impulso principalmente dall'agricoltura e dall'allevamento.

## Infrastrutture e trasporti
Tomils dista 2,5 km dalla stazione ferroviaria di Rothenbrunnen, 3 km dall'uscita autostradale di Rothenbrunnen, sulla A13/E43 e 20 km da Coira.